# 오만도코로
오만도코로(일본어: 大政所, 에이쇼 10년(1513년) ~ 덴쇼 20년 7월 22일(1592년 8월 29일))는 센코쿠 시대와 아즈치 모모야마 시대의 인물로, 도요토미 히데요시의 생모이다. 본명은 나카(仲). 관위는 종1위. 히데요시 외에 도요토미 히데나가, 닛슈, 아사히히메의 생모이기도 하다.
일본 역사에서의 오만도코로는 『오기타노만도코로(大北政所)』의 약칭으로 섭정(摂政), 관백(関白)의 모친에 대해 천황이 선지를 내림으로서 주어지는 존칭이나, 현대에서의 '오만도코로'라고 하면 일반적으로는 히데요시의 생모를 일컫는 경우가 많다.

## 생애
나카는 에이쇼 10년(1513년) 오와리국 고키소 촌(御器所村)에서 태어났다고 전해진다. 오다씨의 아시가루였던 기노시타 야에몬과 혼인하여 닛슈와 히데요시 남매를 얻었다. 야에몬이 병사하자, 가난한 승려였던 지쿠아미(竹阿弥)와 다시 재혼하여 도요토미 히데나가와 아사히히메 남매를 낳았다.
덴쇼 13년(1585년) 히데요시가 간파쿠가 되면서 나카는 오만도코로로 불리게 되었으며 같은 해 7월 11일 종1위에 정식으로 서임되었다.
이듬해인 덴쇼 14년(1586년), 히데요시가 도쿠가와 이에야스를 회유하고 오사카로 불러들이는 과정에서 이에야스를 안심시키기 위해 여동생 아사히히메를 이에야스의 정실로, 어머니인 오만도코로 역시 인질에 준하는 신분으로 이에야스의 본거지인 미카와국 오카자키에 머물게 하는 사건이 있었다. 결국 이에야스가 뜻을 꺾고 상경에 응하면서 오만도코로는 1개월 만에 인질에서 풀려나 히데요시의 본거지인 오사카로 되돌아올 수 있었으나, 이에야스가 히데요시의 손에 해를 입을 것을 염려한 혼다 시게쓰구 등은 오만도코로의 거처 주변에 장작을 쌓아 올리고 그 장작에 불이 잘 붙도록 기름을 잔뜩 발라둬서 만일의 경우 언제라도 불을 붙일 수 있도록 준비하였다고 한다.
자녀인 아사히히메, 히데나가가 먼저 사망한 뒤, 임진왜란이 한창이던 덴쇼 20년(1592년) 주라쿠다이에서 향년 80세로 사망하였다.
히데요시는 나가하마성주가 된 시점부터 오만도코로를 성으로 맞이한 뒤 어머니로서 지극정성을 다한 것으로 당대에도 이미 유명하였는데, 어머니의 죽음을 전해들은 뒤에는 큰 충격으로 그 자리에서 졸도했다고 한다. 또한 오만도코로는 히데요시의 정실이자 자신의 며느리인 고다이인과의 사이도 아주 좋았다고 전해진다.